# Ecuación elíptica en derivadas parciales

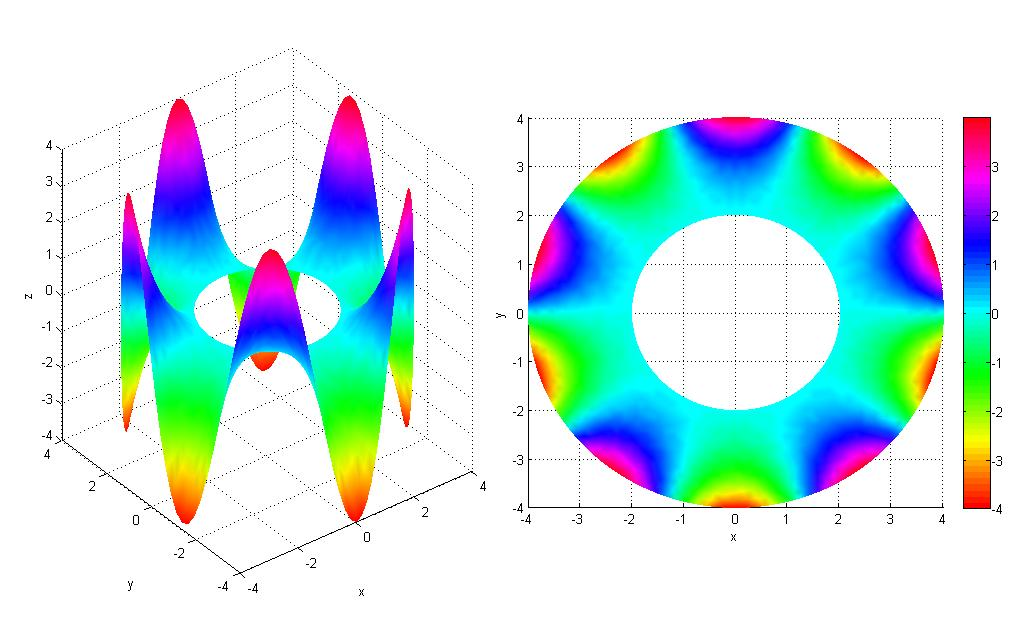
Una solución de la ecuación de Laplace definida en una corona. El operador laplaciano es el ejemplo más conocido de operadores elípticos.

En análisis matemático, una ecuación elíptica en derivadas parciales es una ecuación diferencial parcial tal que los coeficientes de las derivadas de grado máximo son positivas. Se trata de la aplicación de un operador elíptico, un operador diferencial definido sobre un espacio de funciones que generaliza al operador de Laplace.
Por ejemplo, una ecuación elíptica de segundo orden tiene la forma:
{\displaystyle Au_{xx}+2Bu_{xy}+Cu_{yy}+Du_{x}+Eu_{y}+F=0\quad }
donde la matriz {\displaystyle Z={\begin{bmatrix}A&B\\B&C\end{bmatrix}}} es definida positiva.
Ejemplos de ecuaciones elípticas son la ecuación de Poisson, la ecuación de Laplace, la ecuación biarmónica y la ecuación de Schrödinger independiente del tiempo. 

## Definición
Un operador diferencial lineal {\displaystyle L} de orden {\displaystyle m} sobre un dominio {\displaystyle \Omega \subset \mathbb {R} ^{n}}:
{\displaystyle Lu=\sum _{|\alpha |\leq m}a_{\alpha }(x)\partial ^{\alpha }u\,}
se dice operador elíptico si para cada {\displaystyle {\vec {x}}\in \mathbb {R} ^{d}} no nulo se tiene:
{\displaystyle \sum _{|\alpha |=m}a_{\alpha }(x){\vec {x}}^{\alpha }\neq 0\qquad \forall x\in \Omega \quad \forall m\in \mathbb {N} }
En muchas aplicaciones se tiene un requisito más exigente, la condición de elipticidad uniforme, que se aplica a operadores de grado par:
{\displaystyle (-1)^{k}\sum _{|\alpha |=2k}a_{\alpha }(x){\vec {x}}^{\alpha }>C|{\vec {x}}|^{2k}\qquad k\in \mathbb {N} }
donde {\displaystyle C} es una constante positiva. Se observa que la elipticidad depende solo de los términos de grado máximo.
Un operador no lineal:
{\displaystyle L(u)=F(x,u,(\partial ^{\alpha }u)_{|\alpha |\leq 2k})\,}
es elíptico si su desarrollo de primer orden en serie de Taylor respecto a {\displaystyle u} (y sus derivadas) es un operador lineal elíptico.
En general, {\displaystyle D} es un operador diferencial genérico (no lineal) definido sobre un fibrado vectorial. Reemplazando las derivadas covariantes con una nueva variable se obtiene el símbolo {\displaystyle \sigma _{\vec {x}}(D)} de los operadores respecto a la 1º-forma {\displaystyle {\vec {x}}}.
El operador {\displaystyle D} es débilmente elíptico si  {\displaystyle \sigma _{\vec {x}}(D)} es un isomorfismo lineal para cada campo covectorial {\displaystyle {\vec {x}}} no nulo.
El operador {\displaystyle D} es fuertemente elíptico si para cualquier constante {\displaystyle c>0}:
{\displaystyle ([\sigma _{\vec {x}}(D)](v),v)\geq c\|v\|^{2}}
para cada {\displaystyle \|{\vec {x}}\|=1} y para cada {\displaystyle v} del fibrado, con {\displaystyle (\cdot ,\cdot )} un producto interno.

## Laplaciano
Un importante ejemplo de un operador elíptico es el Laplaciano. Ecuaciones de la forma:
{\displaystyle Pu=0}
se dicen que son ecuaciones en derivadas parciales de tipo elíptico si {\displaystyle P} es un operador elíptico. Las ecuaciones en derivadas parciales que involucran al tiempo, como por ejemplo la ecuación del calor y la ecuación de Schrödinger, contienen operadores elípticos que involucran a las variables espaciales, así como las derivadas con respecto al tiempo. Los operadores elípticos son característico de la teoría de potencial.
Las soluciones, que se denominan funciones armónicas, tienden a ser funciones suaves si los coeficientes en el operador son continuas. Es decir, soluciones estacionarias a ecuaciones hiperbólicas y a ecuaciones parabólicas generalmente resuelven ecuaciones elípticas.
El opuesto del Laplaciano en {\displaystyle \mathbb {R} ^{n}}, que da:
{\displaystyle -\nabla ^{2}=\sum _{\ell =1}^{n}D_{\ell }^{2}}
es un operador uniformemente elíptico.